# Лопес, Маркос Андрес
Маркос Андрес Лопес Кабрера (исп. Marcos Andrés López Cabrera ; родился 4 февраля 1993 года в Куэнке, Эквадор) — эквадорский футболист, защитник клуба ЛДУ Кито.

## Клубная карьера
Лопес — воспитанник клуба «Депортиво Куэнка». В 2010 году в матче против «Эль Насьонала» он дебютировал в эквадорской Примере. 21 октября в поединке против «Универсидад Католика» из Кито Маркос забил свой первый гол за «Депортиво Куэнка». За команде он отыграл пять сезонов, проведя более 200 матчей во всех турнирах.
В начале 2016 года Лопес перешёл в «Универсидад Католика» из Кито. 6 февраля в матче против «Эмелека» он дебютировал за новую команду. 27 ноября в поединке против «Индепендьенте дель Валье» Андрес забил свой первый гол за «Универсидад Католика».

## Международная карьера
В 2013 году в составе молодёжной сборной Эквадора Лопес принял участие в молодёжном чемпионате Южной Америки в Аргентине. На турнире он сыграл в матчах против команд Уругвая, Чили, Колумбии, Перу и Парагвая.